# Leptaulus madagascariensis
Leptaulus madagascariensis är en järneksväxtart som beskrevs av J.F. Villiers. Leptaulus madagascariensis ingår i släktet Leptaulus och familjen Cardiopteridaceae. Inga underarter finns listade i Catalogue of Life.